# دورة حياة السجلات

تتكون دورة حياة السجلات من ثلاث مراحل: إنشاء السجل وحفظه والتخلص منه.

يشير مصطلح دورة حياة السجلات في إدارة السجلات إلى المراحل التالية من «حياة السجلات»: بداية من إنشائها حتى حفظها (في قسم المحفوظات) أو التخلص منها.

## خلفية
تتكون مرحلة إدارة السجلات ودورة حياتها مما يلي:
- إنشاء أو استلام معلومات في هيئة سجلات،
- تصنيف السجلات أو المعلومات التي تضمها وفق نظام منطقي،
- حفظ واستخدام السجلات،
- التخلص منها من خلال تدميرها أو نقلها لقسم المحفوظات.

ثم يتبع ذلك بمرحلة ثانية للحفظ تتكون من
- اختيار/استحواذ قسم المحفوظات على السجلات،
- وصف السجلات في قوائم جرد ومساعدات الوصول للأشياء وما شابه ذلك،
- حفظ السجلات أو ربما المعلومات التي بالسجلات،
- المراجع واستخدام الباحثين والعلماء للمعلومات.

## نموذج التواصل
يقترح ريتشارد بيرنر من جامعة واشنطن هدفًا أوحد لإدارة حفظ السجلات وهو: «الاستخدام المسئول للسجلات والإدارة إما أن تقوم بالتخلص منها عند الحصول على إذن بذلك أو حفظها في قسم المحفوظات وإدارتها.»
ولا شك أن الذين يعملون في إدارة السجلات والمحفوظات، بالإضافة إلى تميزهم فإنهم يسعون إلى تحقيق نفس الهدف: وهو الإدارة الفعالة للمعلومات التي بالسجلات خلال جميع مراحل هذه السلسلة المتصلة بداية من إنشاء السجلات وحتى التخلص منها. تتطلب الإدارة الفعالة للمعلومات التي بالسجلات (ما يطلق عليه بيرنير «الاستخدام المسئول للسجلات») التعاون والتفاعل المستمر بين مديري السجلات والمحفوطات من أجل:
- ضمان إنشاء السجلات الصحيحة التي تتضمن المعلومات السليمة بالشكل السليم;
- تنظيم السجلات وتحليل محتوياتها وأهمية تسهيل إتاحتها;
- الإتاحة الفورية لها لهؤلاء (المسئولين والباحثين على حد سواء) الذين لديهم الحق والمتطلبات للاطلاع على السجلات
- التخلص المنهجي من السجلات التي لم تعد مطلوبة؛
- حماية المعلومات والحفاظ عليها طالما يمكن الاحتياج إليها (على الدوام عند الضرورة).

## كتابات أخرى
- Atherton, J. (1985). "From Life Cycle to Continuum. Some Thoughts on the Records Management-Archives Relationship". Archivaria 21: 43–51. مؤرشف من الأصل في 2022-04-09.
- Berner، R. (1983). Archival Theory and Practice in the United States: A Historical Analysis. Seattle and London.{{استشهاد بكتاب}}:  صيانة الاستشهاد: مكان بدون ناشر (link)